# Reginald Grenville Eves
Pour les articles homonymes, voir Grenville et Eves.

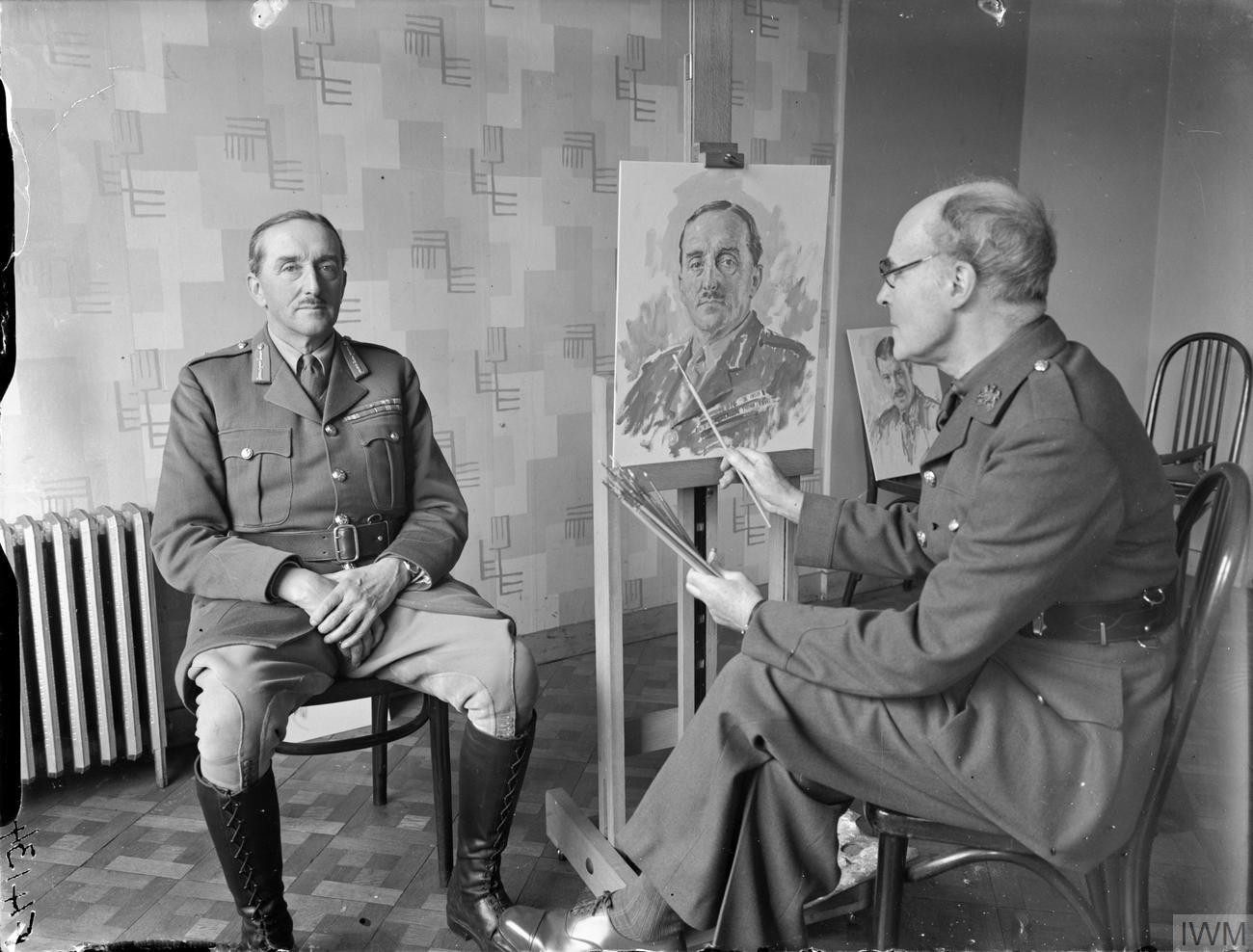
Le Lieutenant Général Alan Brooke posant pour un portrait par Reginald Eves le 30 avril 1940.

Reginald Grenville Eves, né à Londres le 24 mai 1876 et mort à Middleton-in-Teesdale le 13 juin 1941, est un peintre portraitiste britannique. 

## Biographie
Fils d'un juge de paix, William Henry Eves, il fait ses études à l'University College School (en) puis à la Slade School of Fine Art (1891-1895) où il est élève d'Alphonse Legros, Frederick Brown et Henry Tonks. 
Il travaille dans le Yorkshire pendant cinq ans avant de revenir à Londres. En 1901, il présente ses œuvres à la Royal Academy puis il expose à la Société nationale des beaux-arts et au Salon des artistes français dès 1923. Il y obtient cette année-là une médaille d'argent puis y remporte une médaille d'or en 1926, année où il passe en hors-concours. 
Élu membre associé de la Royal Academy en 1931, il devient académicien en 1939. Ses portraits les plus remarqués sont alors Thomas Hardy, Ernest Shackleton, George VI et Max Beerbohm.
Lorsque la Seconde Guerre mondiale éclate, il est un des premiers artistes à devenir salarié à plein temps du War Artists' Advisory Committee (en) avec Barnett Freedman (en), Edward Ardizzone (en) et Edward Bawden (en). Il est envoyé en France en 1940 avec le Corps expéditionnaire britannique et peint de nombreux portraits à partir d'un hôtel où il réside à Arras. 
Il revient en Angleterre en avril 1940 mais meurt le 13 juin 1941. 
Ses œuvres sont conservées, entre autres, au Tate et au National Portrait Gallery.